# П'ятеро однієї крові
«П'я́теро одніє́ї кро́ві» («Da 5 Bloods») — американський військовий драматичний фільм 2020 року режисера Спайка Лі. Національна рада кінокритиків США назвала цей фільм найкращим фільмом 2020 року.

## Сюжет
Народ лаху під час В'єтнамської війни допомагав американцям боротися з В'єтконгом. За цю допомогу американський уряд мав відплатити їм золотими злитками, оскільки лаху відмовилися брати паперові гроші. У джунглях В'єтнаму літак, що перевозив це золото, зазнав аварії. На його пошуки відправили бійців 1-ї піхотної дивізії. До літака змогли дістатися тільки п'ятеро чорношкірих солдатів: Пол, Отіс, Едді, Мелвін та їхній негласний лідер Норман. Норман запропонував іншим привласнити це золото, оскільки, на його думку, Америка «заборгувала» чорношкірим. Друзі вирішують закопати злитки, а пізніше, коли трапиться така можливість, повернутися по них. Норман незабаром гине, а напалм спалює в цій місцевості всі орієнтири.
Минає багато років і вже в наші дні четверо друзів вирушають до В'єтнаму, щоб знайти золото й останки Нормана, якого вони хочуть перепоховати в Америці. З новин вони дізналися про зсув ґрунту, який оголив хвіст літака. Друзі збираються обстежити це місце. У Хошиміні Отіс відвідує свою давню в'єтнамську подругу Тьєн, від якої дізнається, що в нього є доросла донька. Тьєн також зводить американців із Дерошем, французьким бізнесменом, який згоден обміняти золото на готівку, але вимагає великий відсоток для себе. До команди приєднується син Пола Девід, який, з одного боку, хоче наглянути за своїм батьком, що страждає на посттравматичний стресовий розлад, а з другого — сам хоче увійти в долю. У Пола ж завжди були складні стосунки з сином. Пол дуже любив свою дружину, якій довелося пережити важкі пологи. Під час цих пологів вона померла і в Пола зачаїлася підсвідома образа на сина, яка заважала їм налагодити нормальні стосунки. Пол прихильник Трампа і навіть носить червону кепку, через що інші друзі жартують над ним.
Дорогою на місце, в одному з барів Девід знайомиться з молодою француженкою на ім'я Хеді, яка розповідає, що керує волонтерською організацією, що розміновує міни, які й досі в деяких місцях залишилися після війни. На підході до джунглів компанія відпускає свого гіда на ім'я Вінь, який повинен буде повернутися за ними через кілька днів. Під час ночівлі в джунглях Пол забирає в Отіса пістолет, який тому про всяк випадок дала Тьєн. Зрештою, команда знаходить злитки, розкидані зсувом ґрунту по схилу пагорба, а також останки Нормана. Між друзями виникає суперечка щодо того, що далі робити із золотом. Едді нагадує, що початковий план Нормана був у тому, щоб передати золото чорношкірим, а не привласнювати все тільки собі. Однак несподівано Едді підривається на міні. На звук вибуху приходить Хеді зі своєю командою: Саймоном і Сеппо. Вони допомагають Девіду, який також наступив на міну, а потім Пол розпоряджається про всяк випадок зв'язати їх, бо вони зайві свідки. Вночі Отіс забирає в Пола пістолет, а Сеппо збігає в джунглі.
Уся компанія виходить із джунглів і в обумовленому місці зустрічає Віня. Несподівано на це місце прибувають якісь озброєні в'єтнамці, які вимагають золото в обмін на захопленого ними Сеппо. Зав'язується перестрілка. Девіду влучає куля в ногу, а Сеппо підривається на міні. Усіх бандитів убито, крім ватажка, якому вдається втекти на джипі. Вінь припускає, що той скоро повернеться з підкріпленням і радить сховатися в руїнах стародавнього храму, розташованого неподалік. Пол не довіряє Віню. Він кидає всіх і зі своєю часткою золота йде в джунглі. Отіс і Мелвін, що залишилися, зі свого боку, погоджуються взяти в долю Віня, Хеді та Саймона.
У джунглях Пол бачить галюцинацію з Норманом. Той нагадує Полу, що це саме він його вбив. Пол ніколи про це нікому не розповідав. Норман просить Пола не картати себе, оскільки це було зроблено ненавмисно під час бою. В'єтнамські бандити знаходять Пола і вбивають. Решта в'єтнамців на чолі з Дерошем прибувають на руїни храму. Там зав'язується бій, унаслідок якого гинуть Мелвін, а також Дерош і всі в'єтнамці, що нападали. Частку Мелвіна отримує його вдова, частку Едді, який хотів допомогти всім чорношкірим, жертвують в організацію Black Lives Matter, а частку Геді і Саймона — в їхній проєкт із розмінування. Останки Нормана урочисто перепоховують на батьківщині. Девід дістає посмертного листа від батька, де той повідомляє, що завжди буде його любити. Отіс відвідує свою в'єтнамську доньку.

## У ролях
- Делрой Ліндо — Пол
- Джонатан Мейджорс — Девід
- Кларк Пітерс — Отіс
- Норм Льюїс — Едді
- Ісая Вітлок — Мелвін
- Чедвік Боузман — Норман
- Жан Рено — Дерош
- Джанкарло Еспозіто — роль другого плану
- Яспер Пяякконен — Ларрі Торн
- Мелані Тьєррі — Гедді
- Пол Волтер Гаузер — роль другого плану
- Девін Рамер — капітан Гілл
- Вероніка Нго — Ханна
- Александер Вінтерс — Джо
- Кейсі Кларк — Віто
- Джонні Нгуєн — Він
- Андрій Касушкін — роль другого плану
- Рік Шустер — пілот
- Аманда Нгуєн — диктор радіо в Ханої
- Сінді Хионг Фам — Мішон
- Й Лан — Тьєн

## Знімальна група
- Режисер — Спайк Лі
- Сценаристи — Денні Білсон, Пол Де Мео, Спайк Лі, Кевін Віллмотт
- Оператор — Ньютон Томас Сігел
- Композитор — Теренс Бланшар
- Продюсери — Майк Бандлі, Джонатан Філлі, Джон Кілік, Спайк Лі, Ллойд Левін, Беррі Лівайн, Ніколас Саймон, Бенуа Жобер
- Монтаж — Адам Гауг